# Ozero Uroda
Ozero Uroda (ryska: Озеро Урода) är en sjö i Belarus.   Den ligger i voblasten Vitsebsks voblast, i den norra delen av landet, 160 km nordost om huvudstaden Minsk. Ozero Uroda ligger 125 meter över havet.
Omgivningarna runt Ozero Uroda är en mosaik av jordbruksmark och naturlig växtlighet. Runt Ozero Uroda är det ganska glesbefolkat, med 22 invånare per kvadratkilometer.